# 徐璧湖
徐璧湖（1948年5月2日—），女，江蘇省泰興縣人。台灣資深前法官，專長領域為民事法、民事訴訟法及智慧財產權法。曾任司法院大法官。

## 經歷
徐璧湖畢業於台大法律系，後来获得美國哥倫比亞大學法學碩士。
1971年，推事檢察官特考及格，投身審判近30餘年。1989年，參與王仁宏發起創立財團法人台大法學基金會，長期擔任常務董事。
1995年，協助張仁淑籌組中華民國女法官協會，並擔任協會首屆秘書長。2007年，出任女法官協會理事長。
2002年2月，擔任國際女法官協會會員委員會主席。
2003年，徐璧湖獲總統陳水扁提名出任司法院大法官。
2016，擔任總統蔡英文的司法院大法官提名審薦小組委員。